# Tony Benn
Pour les articles homonymes, voir Benn.
Anthony Neil Wedgwood Benn, dit Tony Benn, anciennement 2e vicomte Stansgate, né le 3 avril 1925 à Marylebone, Londres (Cité de Westminster) et mort le 14 mars 2014 à Londres, est un homme politique britannique membre du Parti travailliste.

## Biographie

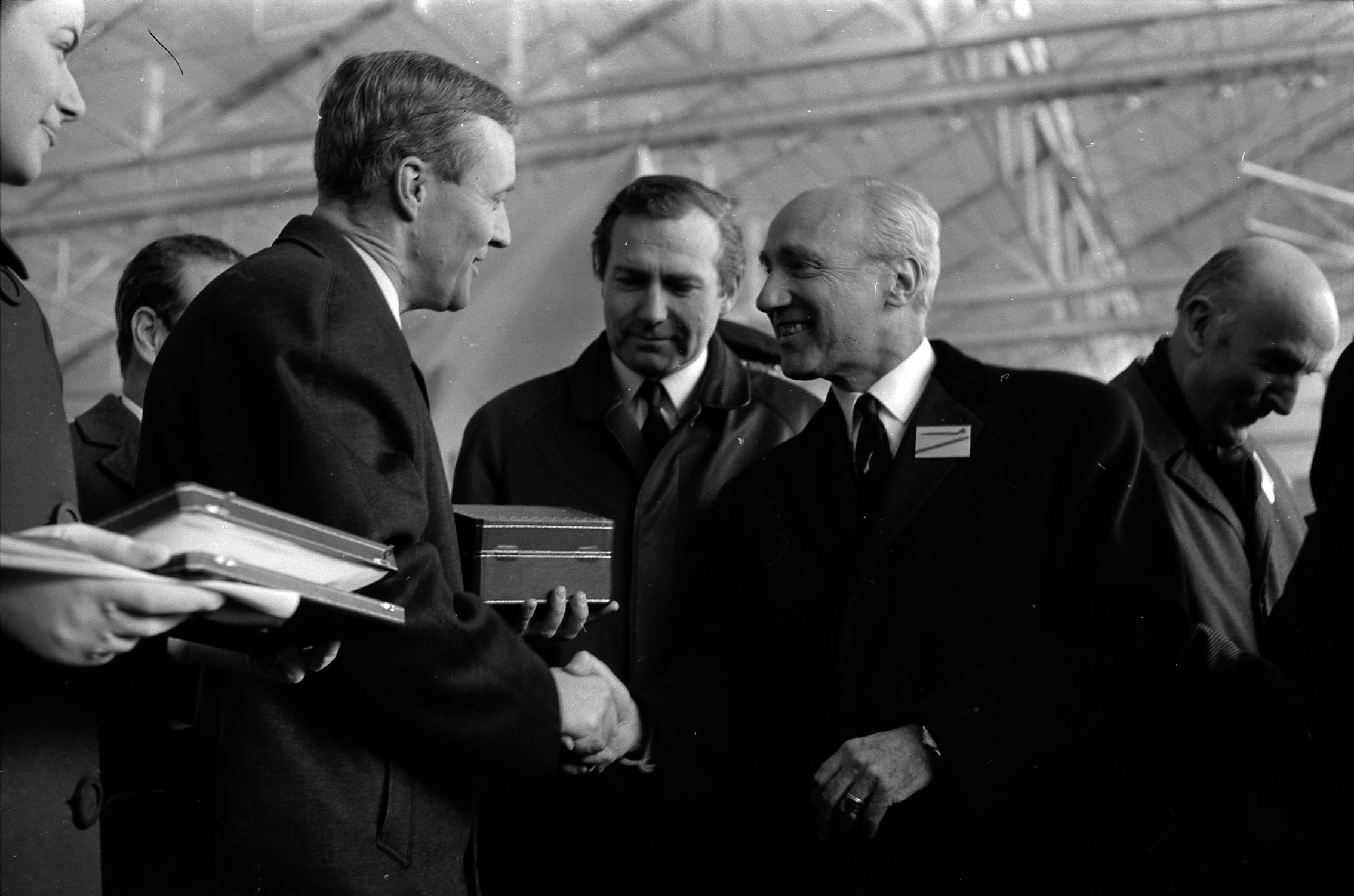
Tony Benn, alors ministre de la technologie du gouvernement de Harold Wilson, serre la main du préfet Maurice Papon et du ministre français Jean Chamant lors de la présentation officielle du Concorde, le 11 decembre 1967. Photographie d'André Cros, Archives de Toulouse.

Tony Benn était l’une des principales figures de l’aile gauche de son parti dans les années 1970 et 1980, et est connu comme l’une des rares personnalités politiques à s’être radicalisé au gouvernement plutôt que dans l’opposition, notamment par réaction avec le fonctionnement et l’action de la Communauté européenne. Il se déclare socialiste, et le terme bennite (« benniste ») désigne dans la gauche britannique un positionnement radical mais démocrate. Il a été secrétaire à l’Industrie (1974–1975) dans le cabinet Wilson II et secrétaire à l’Énergie (1975–1979) dans le cabinet Callaghan.
Il est également connu pour ses opinions qui lui valent une réputation de gauchiste. Il a déposé dans les années 1990 un Commonwealth of Britain Bill (en) qui aurait fait de la Grande-Bretagne une république. Il s'oppose à l'adhésion à l'UE, fait campagne pour l'abolition de la Chambre des lords, s'oppose à toutes les guerres : Malouines, Irak, Afghanistan. Il a publié sept volumes de son journal ainsi que plusieurs essais sur le socialisme et le travaillisme.
Malgré plusieurs tentatives pour renoncer à la succession, il a en 1960 hérité de son père William Wedgwood Benn, élevé à la pairie en 1942, le titre de vicomte Stansgate. Sa campagne pour permettre la renonciation à la pairie aboutit à l’adoption du Peerage Act 1963 (en) ; il renonça à son titre immédiatement après la promulgation de la loi. Il a été membre du Parlement de 1950 à 2001 sauf en deux brèves périodes, d’abord pour la circonscription de Bristol South East (en), puis pour celle de Chesterfield, et est chez les travaillistes le deuxième parlementaire à avoir été le plus longtemps en fonction.
Il devient végétarien pour raisons éthiques en 1970, et le reste jusqu'à la fin de sa vie,.
En 1999, alors parlementaire, il place clandestinement une plaque en l'honneur de la suffragiste Emily Davison dans un placard à balais du Palais de Westminster.
Son fils Hilary Benn est secrétaire à l’Environnement dans le cabinet Brown.